# 1797 en arts plastiques
| Années des arts plastiques : 1794 - 1795 - 1796 - 1797 - 1798 - 1799 - 1800    |
| Décennies des arts plastiques : 1760 - 1770 - 1780 - 1790 - 1800 - 1810 - 1820 |

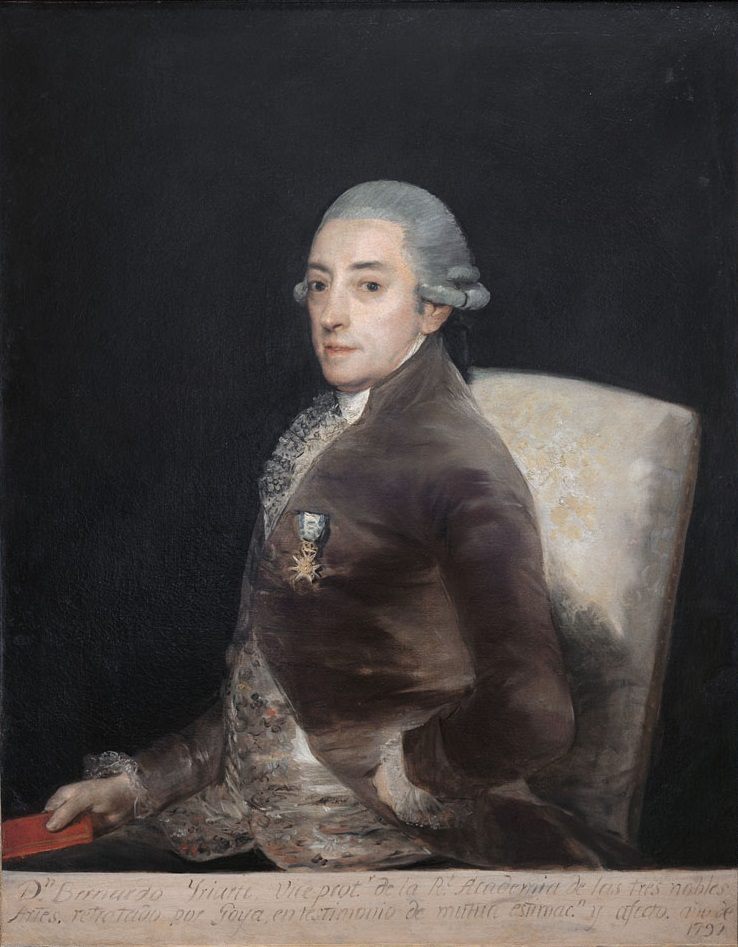
Portrait de Bernardo de Iriarte, huile sur toile de Goya.

Cette page concerne l'année 1797 en arts plastiques.

## Œuvres
- 1796-1797 : L'Album B, une collection de dessins réalisés par Francisco de Goya
- vers 1797-1798 : Le Vol des Sorcières, huile sur toile de Francisco de Goya

## Naissances
- 11 janvier : Carl Rottmann, peintre allemand († 1850),
- 20 janvier : Ferdinand Chotomski, poète, traducteur, journaliste, médecin, peintre et humoriste polonais († 22 octobre 1880),
- 14 avril : Isidore Laurent Deroy, peintre et lithographe français († 25 novembre 1886),
- 23 avril : Ernst Ferdinand Oehme, peintre allemand († 10 avril 1855),
- 4 juin : Auguste Rolland, architecte et pastelliste animalier français († 27 avril 1859),
- 14 juin : Gustav Adolph Hennig, peintre, portraitiste, graphiste, aquafortiste et lithographe allemand († 15 janvier 1869),
- 16 juin : Sophie Rude, peintre française († 4 décembre 1867),
- 23 juin : Théophile Bra, sculpteur romantique († 2 mai 1863),
- 9 juillet : Ida du Chasteler, peintre héraldiste belge († 22 décembre 1873),
- 17 juillet : Paul Delaroche, peintre français († 4 novembre 1856),
- 8 août : Joseph-Nicolas Robert-Fleury, peintre français († 5 mai 1890),
- 14 septembre : Joseph-Désiré Court, peintre français († 23 janvier 1865),
- 7 octobre : Édouard Bertin, peintre et journaliste français († 13 septembre 1871),
- 31 octobre : Jean-Baptiste Aubry-Lecomte, dessinateur, graveur et lithographe français († 2 mai 1858),
- ? :
  - Utagawa Hiroshige, peintre japonais († 12 octobre 1858),
  - Julie Hugo, peintre française († 10 avril 1865).
- vers 1797 : 
  - Giuseppe Badiali, peintre et scénographe italien. († vers 1859).

## Décès
- 23 juin : Antonio Diziani, peintre italien de vedute (° 9 février 1737),
- 18 juillet : Jean-Bernard Restout, peintre français (° 22 février 1732),
- 29 août : Joseph Wright of Derby, peintre britannique (° 3 septembre 1734),
- 14 novembre : Januarius Zick, peintre allemand (° 6 février 1730),
- 24 décembre : François-Marie-Isidore Queverdo, peintre dessinateur et graveur français (° 2 février 1748),
- 30 décembre : David Martin, peintre et graveur britannique (° 1er avril 1737),

- ? :
  - Giorgio Anselmi, peintre italien (° 1723),
  - Tommaso Gherardini, peintre rococo italien (° 21 décembre 1715),
  - John Jones est un graveur et éditeur britannique (ca. 1755),
  - Olivier Le May, peintre et graveur français (° 26 mai 1734),
  - Francesco Tironi, peintre italien  (° 1745).